# Union des professionnels des médias du Bénin
L‘Union des professionnels des médias du Bénin (UPMB) est une association professionnelle c'est-à-dire des employés des entreprises de presse conformément aux résolutions issues les états généraux de la presse béninoise tenue du 18 au 23 novembre 2002 à Cotonou. Elle est régie par la loi du 1er juillet 1901, et est à vocation syndicale et est  ouverte à tous les professionnels des médias du Bénin.

## Organisation et fonctionnement
Le bureau de l’UPMB est dirigé par un bureau composé de 15 membres pour un mandat de cinq (05) ans au cours d’une l'assemblée générale élective. Pour la première fois dans son histoire, le bureau de la sixième mandature est dirigée par une femme du nom de Zakiath Latondji, journaliste à la chaîne de télévision privée du Bénin dénommée Canal 3 Bénin. Elle assure l’intérim de la présidence de l’Upmb depuis Mars 2019 jusqu’à  son élection samedi 3 août 2019 après la démission de son prédécesseur Franck Kpotchémè, élu quelques mois après à la Haute autorité de l’Audiovisuel et de la communication (Haac).
Le nouveau Bureau exécutif national de l’UPMB est composé de:
1. Présidente : Zakiath Latoundji
2. 1er Vice-président : Hervé Prudence Hessou
3. 2ème Vice-président : Prévert Noutehou
4. 3ème Vice-président : André Dossa
5. Secrétaire Général : Jean Claude Dossa
6. Secrétaire Général Adjoint : Kabirou Kanon
7. Trésorier Général : Aurelien Gbaguidi
8. Trésorier Général Adjoint : Thomas Akeyemi
9. Secrétaire Général à la formation et à la spécialisation : Tobi Ahlonsou
10. Secrétaire Général Adjoint à la formation et à la spécialisation : Stinger Mekou
11. Secrétaire aux relations publiques chargé des TIC et des innovations dans les Médias : Rosemonde Tchiakpe
12. Secrétaire à l’organisation : Pintos Gnagnon
13. Secrétaire adjoint à l’organisation : Toni Aubin
14. Secrétaire chargé des affaires sociales : Ruth Sodedji
15. Secrétaire à la culture, aux loisirs et Sports : Marc Gande